# Joseph Callaerts
Joseph Callaerts (Antwerpen, 11 augustus 1830 – aldaar, 3 maart 1901) was een Belgische componist, muziekpedagoog en organist.

## Achtergrond
Hij werd geboren binnen het gezin van beambte Mathias Stephanus Callaerts en Maria Josepha Vannes. Zijn broer Frans Callaerts was eveneens musicus. Hij was ridder in de Leopoldsorde. Hij bleef ongehuwd.

## Levensloop
Joseph Callaerts heeft zijn vroegste muziekopleiding genoten als zanger in het koor van de Onze-Lieve-Vrouw-Kathedraal in Antwerpen, die toen onder leiding was van Guilielmus Jacobus Josephus Kennis en bij de componist Eduard Grégoir, die zelf ook pianist en organist was. Hij was leerling van Jacques-Nicolas Lemmens aan het Koninklijk Conservatorium te Brussel bij wie hij in 1856 een eerste prijs voor orgel haalde. Hij was al sinds 1850 organist bij de Jezuïeten in Antwerpen. In mei 1855 werd hij als opvolger van Karel Delin titularis-organist van de Antwerpse kathedraal, nog voor hij dus zijn orgeldiploma had behaald. Daarenboven volgde hij in 1863 Jan Frans Volckerick op als stadsbeiaardier.
In 1867 werd hij tot docent orgel en harmonie benoemd aan Benoits Antwerpse Muziekschool, die later het Koninklijk Vlaams Conservatorium werd.
Tijdens de Wereldtentoonstelling van 1885 in Antwerpen dirigeerde hij een heel programma met eigen werk.
Als expert werd vaak bij hem te rade gegaan, zo ook voor de bouw van het kathedraalorgel in Antwerpen door P. Schyven. Hij was naast Alphonse Mailly en Charles–Marie Widor ook een van de solisten bij het concert, dat gegeven werd ter gelegenheid van de inwijding van dit meesterwerk van Belgische orgelbouwkunst op 17 december 1891.
Naast orgelmuziek schreef Callaerts ook religieuze werken, cantates, koren, liederen, kamermuziek, composities voor orkest (waaronder een orgelconcerto) en een opera. Sommige orgelwerken vonden een buitenlandse uitgever en zijn Symphonie à grand orchestre en zijn Pianotrio werden door de Académie royal de Belgique bekroond. Hij schreef Libera me voor de begrafenis van Hendrik Conscience.

## Composities

### Werken voor orkest
- Symphonie à grand orchestre (De symfonie is in 1880 onder meer ook in Rotterdam uitgevoerd.)
- Concert, voor piano en groot orkest
- Orgelconcert in F opus 18

### Missen
- Messe, voor sopraan, alt, bas en orgel, op. 24

### Muziektheater

#### Opera
- 1889 Le Retour imprévu, opera - première: 1889, Antwerpen

### Werken voor orgel
- 2 Toccaten
- 15 Improvisationen, op.1
- Ave Maria de Cherubini
- Canzona
- Capriccio, op. posth.
- Douze Pièces pour Orgue
  - 1ère Livraison, op. 20
    - No. 1 Pastorale
    - No. 2 Méditation
    - No. 3 Marche Solennelle

  - 2ème Livraison, op. 21
    - No. 4 Intermezzo - Adoration
    - No. 5 Canzona
    - No. 6 Sortie Solennelle

  - 3ème Livraison, op. 22
    - No. 7 Prière
    - No. 8 Petite Fantaisie
    - No. 9 Marche Nuptiale

  - 4ème Livraison, op. 23
    - No. 10 Cantilène
    - No. 11 Communion
    - No. 12 Toccata, final
- Fantaisie, op. posth.
- Grande Fantaisie de Concert, op. 5
- Marche Funèbre
- Marche triomphale
- Meditation, op. posth.
- Mélodie, op. 28 No.1
- Mélodie, op. posth.
- Petite Fantaisie
- Pastorale
- Prière, op. 22
- Scherzo op. 31
- Sonate nº 1 in c-klein
- Sonate nº 2 in A-groot
- Toccata in e, op. 29 No.1
- Toccata
- 3 Versets de Procession, op. posth.